# Dracma Records
La Dracma Records è una casa discografica italiana, attiva dalla seconda metà degli anni '80.

## Storia
La Dracma Records nacque a Torino, con sede in via Banfo, su iniziativa degli omonimi studi di registrazione torinesi, i Dracma Studios, per produrre, almeno inizialmente, album di gruppi hard rock ed heavy metal. Il responsabile dell'etichetta è Valerio Gualandi e Carlo Ortolano come produttore esecutivo.
Presto, però, ampliò le proprie iniziative musicali, lanciando esponenti del rock demenziale come Marco Carena o il gruppo dei Camaleunti, entrambi vincitori del Festival di Sanscemo, o musicisti come Mao.
Tra i gruppi più noti scoperti e lanciati dall'etichetta i Linea 77 e I Medusa, oltre ai BrokenGlazz, Elektradrive, Noinfo, Marco Carena, Braindamage, Detestor, Necromass, Gavroche, Losbastardos, Fly's Battle, Nino Fugado, Youngang, Nadàr Solo, M.j.u.r. (uno dei gruppi di Emma Marrone precedente all'attività da solista), May Day e altri..
Ha inoltre una sottoetichetta, la Dracma Underground, dedicata al lancio di nuovi gruppi di genere hardcore, che ha pubblicato un album degli Headquakes.

## Dischi
La datazione qui riportata si basa sull'etichetta del disco o sulla copertina; qualora nessuno di questi elementi abbia una datazione, è basata sulla numerazione del catalogo; talora è, infine, basata sul codice della matrice di stampa. Se esistenti, sono riportati, oltre all'anno, il mese e il giorno (quest'ultimo dato si trova, a volte, stampato sul vinile).

### Album
| Numero di catalogo | Anno | Interprete                   | Titoli                          |
| ------------------ | ---- | ---------------------------- | ------------------------------- |
|                    | 1989 | Marco Giecson e i Camaleunti | L'importante è partecipare      |
|                    | 1991 | Camaleunti                   | Mario                           |
| DR 01              | 1993 | Elektradrive                 | Big city                        |
| DR 02              | 1994 | I Medusa                     | I Medusa                        |
|                    | 1995 | Linea 77                     | Ogni cosa al suo posto          |
|                    | 1996 | Necromass                    | Abyss Call Life                 |
| DR 03              | 2004 | I Medusa                     | Miglior attore non protagonista |
|                    | 2006 | Niño Fugado                  | Giochi Intriganti               |
| DR-04              | 2008 | M.j.u.r.                     | M.j.u.r.                        |

DR-07
MEDUSA
I musicisti hanno facce tristi
DR 010
BRAINDAMAGE
The impostor

### 45 giri
| Numero di catalogo | Anno | Interprete                   | Titoli                                   |
| ------------------ | ---- | ---------------------------- | ---------------------------------------- |
| DS 001             | 1989 | Mao e gli indiani            | Dolore fisico/Piccolo fratello           |
| DS 004             | 1989 | Marco Carena                 | Buonanotte/Blues delle mutande lunghe    |
| DS                 | 1990 | Marco Giecson e i Camaleunti | Cecilia ti amavo/Me ne ritorno a Gassino |